# Konrad von Liechtenstein
Konrad von Liechtenstein (* um 1290; † 1354) war 1330 bis 1354 Bischof von Chiemsee.

## Leben
Konrad entstammte der Ministerialenfamilie der edelfreien Herren von Liechtenstein, die in der Steiermark begütert war. Sein Vater war Rudolf I. zu Frauenburg. Konrad studierte 1314–1319 an der Universität Bologna. Er war Propst von Maria Saal und Kanoniker in Freising. 1324 erhielt er von Papst Johannes XXII. ein Kanonikat in Passau.
Nach dem Tod des Chiemseer Bischofs Ulrich von Montpreis ernannte der Salzburger Erzbischof Friedrich III. von Leibnitz Konrad von Liechtenstein zu dessen Nachfolger. Zudem wirkte er wie seine Vorgänger auch als Weihbischof in Salzburg. 1338 erwarb er zur Erweiterung des Salzburger Chiemseehofs, der als Residenz der Chiemseer Bischöfe diente, ein benachbartes Grundstück. Gegen Ende seines Lebens begann er dort mit dem Bau einer Marienkapelle, die erst 1359 von seinem Nachfolger Gerhoh von Waldeck geweiht werden konnte.
Bereits in seinem Testament vom 6. Oktober 1335 bestimmte Konrad den Salzburger Dom zu seinem Begräbnisplatz. Dort wurde er nach seinem Tod Anfang November 1354 vor dem Marienaltar beigesetzt.